# Philippe I. de Croÿ, comte de Chimay

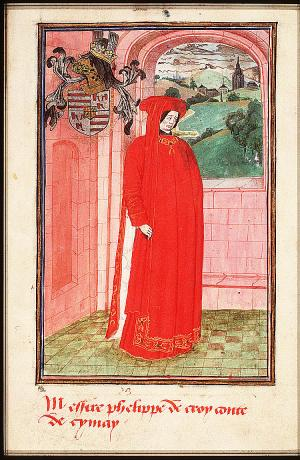
Philippe de Croÿ im Statuten- und Wappenbuch des Ordens vom Goldenen Vlies (Den Haag, Königl. Bibliothek, 76 E 10, fol. 75r)

Philippe I. de Croÿ (* November 1436; † 18. September 1482 in Brügge) aus dem alten französisch-burgundischen Adelsgeschlecht der Croÿ war zweiter Graf von Chimay, Seigneur von Sempy und Quiévrain sowie ein einflussreiches Mitglied des burgundischen Hofes. Er sollte nicht mit seinem Cousin gleichen Namens, Philippe I. de Croÿ, Graf von Porcéan (1435–1511), verwechselt werden, der ebenfalls am burgundischen Hof eine wichtige Stellung innehatte.

## Leben
Philippe wurde 1453 nach der Schlacht von Gavre zum Ritter geschlagen. Er diente den burgundischen Herzögen Philipp dem Guten und Karl dem Kühnen als Heerführer, Gesandter, Rat und Kammerherr. 1458 wurde er zum Generalkapitän (capitaine générale) des Hennegaus ernannt.
Durch die pro-französischen Haltung seiner Familie am burgundischen Hof musste er 1465 zusammen mit anderen Familienmitgliedern, darunter seinem Vater Jean II. und seinem Onkel Antoine I., aus den burgundischen Gebieten fliehen, er kam aber bald wieder zurück und wurde 1468 von Karl dem Kühnen offiziell begnadigt.

Philippe wurde 1473 zum Mitglied des Ordens vom Goldenen Vlies gewählt und war zwischen 1474 und 1477 Statthalter von Gelderland.
Während der Schlacht bei Nancy am 5. Januar 1477, bei der Karl der Kühne sein Leben verlor, wurde er gefangen genommen. Nach seiner Freilassung im August 1477 begab er sich wieder an den burgundischen Hof und trat in die Dienste des neuen Herzogs Maximilian I. ein, wurde dessen erster Kammerherr und Generalkapitän von Luxemburg.

## Familie
Philippes Eltern waren Jean II. de Croÿ († 25. März 1473) und Marie de Lalaing († 20. Januar 1475). unter seinen Brüdern befand sich zum Beispiel Jacques de Croÿ der Fürstbischof und Herzog von Cambrai.
1454 heiratete er Walburga von Moers, Tochter des Grafen Vinzenz von Moers und dessen Frau Anne von Bayern. Zusammen hatten sie folgende Kinder:
- Charles (* 1455; † 1527), Mitglied des Ordens vom Goldenen Vlies, heiratete 1495 Louise d’Albret
- Antoine († 1546), Gouverneur von Quesnoy, heiratete 1.) Louise de Luxembourg († 1518) und 2.) Anna von der Gracht
- Françoise, heiratete Antoine de Luxembourg, Graf von Charny († 1519) (Haus Luxemburg-Ligny)
- Catherine, heiratete 1491 Robert II. de La Marck
- Marguerite († 7. Februar 1514), heiratete 1501 Jakob, Graf von Horn